# Кардострічка
Кардострічка (від фр. carde — чесальна машина, також голчаста стрічка, карда) — стрічка, вся поверхня якої покрита металевими голками, що стирчать. Застосовують для чесання волокнистих матеріалів і ворсування.
Для створення голчастої поверхні загострені на кінцях дужки зі сталевого дроту закріплюють похило в основі — гнучкій стрічці з декількох склеєних разом шарів бавовняного матеріалу, іноді прокладених шаром гуми або повсті.
Виготовляли кілька типів кардострічок, що відрізнялися товщиною дротин та щільністю їх розміщення на основі (наприклад, в СРСР стрічка № 100 містила 39 дужок на 1 см² із дроту діаметром 0,34 мм). У XX столітті кардострічку значною мірою витіснила суцільнометалева пилчаста стрічка.